# Radula stellatogemmipara
Radula stellatogemmipara là một loài rêu trong họ Radulaceae. Loài này được C. Gao & Y.H. Wu mô tả khoa học đầu tiên năm 2005.